# Jugon-les-Lacs - Commune nouvelle
Jugon-les-Lacs - Commune nouvelle è un comune francese di 2 485 abitanti del dipartimento delle Côtes-d'Armor, nella regione della Bretagna.
È stato creato il 1º gennaio 2016 dalla fusione dei preesistenti comuni di Jugon-les-Lacs e Dolo.
Il capoluogo è la località di Jugon-les-Lacs.